# Fissidens asterodontius
Fissidens asterodontius là một loài Rêu trong họ Fissidentaceae. Loài này được (Müll. Hal.) Mitt. mô tả khoa học đầu tiên năm 1869.